# El Pujol Nou
El Pujol Nou és una masia situada al municipi d'Artés a la comarca catalana del Bages. S'hi troba una alzina emblemàtica, catalogada dins els arbres d'interès local i comarcal i també declarada arbre monumental per la Generalitat el 1998. La masia té una protecció al nivell municipal.